# کوه گلاتن
کوه گلاتن (به لاتین: Glatten) یک کوه در سوئیس است که در کانتون آوری واقع شده‌است. کوه گلاتن ۲٬۵۰۵ متر بالاتر از سطح دریا واقع شده‌است.